# Promozione Abruzzo 1988-1989
Nella stagione 1988-1989 la Promozione era sesto livello del calcio italiano (il massimo livello regionale). Qui vi sono le statistiche relative al campionato in Abruzzo.
Il campionato è strutturato in vari gironi all'italiana su base regionale, gestiti dai Comitati Regionali di competenza. Promozioni alla categoria superiore e retrocessioni in quella inferiore non erano sempre omogenee; erano quantificate all'inizio del campionato dal Comitato Regionale secondo le direttive stabilite dalla Lega Nazionale Dilettanti, ma flessibili, in relazione al numero delle società retrocesse dal Campionato Interregionale e perciò, a seconda delle varie situazioni regionali, la fine del campionato poteva avere degli spareggi sia di promozione che di retrocessione.

## Squadre partecipanti
| Club                        | Città                          |
| --------------------------- | ------------------------------ |
| A.C. Alba Adriatica         | Alba Adriatica (TE)            |
| A.S. Bellante               | Bellante (TE)                  |
| A.S. Carsoli                | Carsoli (AQ)                   |
| S.S. Fucense                | Trasacco (AQ)                  |
| S.S. Insula                 | Isola del Gran Sasso (AQ)      |
| S.S. Lycia                  | Lecce nei Marsi (AQ)           |
| Pol. Monte Velino           | Magliano dei Marsi (AQ)        |
| A.S. Martinsicuro           | Martinsicuro (TE)              |
| A.S. Mosciano               | Mosciano Sant'Angelo (TE)      |
| A.S. Atletico Nepezzano     | Nepezzano (TE)                 |
| F.C. Nereto                 | Nereto (TE)                    |
| Pol. Oricola                | Oricola (AQ)                   |
| S.S. Ortigia                | Ortucchio (AQ)                 |
| S.P. Rosetana               | Roseto degli Abruzzi (TE)      |
| S.S. Tagliacozzo            | Tagliacozzo (AQ)               |
| F.C. Virtus S.Vincenzo V.R. | San Vincenzo Valle Roveto (AQ) |

### Classifica finale
|  | Pos. | Squadra                        | Pt | G  | V  | N  | P  | GF | GS | DR  |
|  | ---- | ------------------------------ | -- | -- | -- | -- | -- | -- | -- | --- |
|  | 1.   | Bellante                       | 41 | 30 | 15 | 11 | 4  | 38 | 13 | +25 |
|  | 2.   | Alba Adriatica                 | 41 | 30 | 14 | 13 | 3  | 34 | 16 | +18 |
|  | 3.   | Oricola                        | 40 | 30 | 14 | 12 | 4  | 36 | 22 | +14 |
|  | 4.   | Insula                         | 33 | 30 | 11 | 11 | 8  | 32 | 23 | +9  |
|  | 5.   | Rosetana                       | 33 | 30 | 12 | 9  | 9  | 40 | 31 | +9  |
|  | 6.   | Tagliacozzo                    | 32 | 30 | 9  | 14 | 7  | 30 | 21 | +9  |
|  | 7.   | Fucense                        | 32 | 30 | 14 | 4  | 12 | 37 | 36 | +1  |
|  | 8.   | Lycia                          | 32 | 30 | 10 | 12 | 8  | 34 | 26 | +8  |
|  | 9.   | Mosciano                       | 29 | 30 | 8  | 13 | 9  | 21 | 26 | -5  |
|  | 10.  | Ortigia                        | 28 | 30 | 7  | 14 | 9  | 35 | 27 | +8  |
|  | 11.  | Atletico Nepezzano             | 27 | 30 | 8  | 11 | 11 | 23 | 31 | -8  |
|  | 12.  | Carsoli                        | 25 | 30 | 7  | 11 | 12 | 17 | 36 | -19 |
|  | 13.  | Nereto                         | 24 | 30 | 7  | 10 | 13 | 32 | 40 | -8  |
|  | 14.  | Virtus S.Vincenzo Valle Roveto | 22 | 30 | 6  | 10 | 14 | 24 | 38 | -14 |
|  | 15.  | Martinsicuro                   | 21 | 30 | 4  | 13 | 13 | 16 | 35 | -19 |
|  | 16.  | Monte Velino                   | 20 | 30 | 5  | 10 | 15 | 17 | 45 | -28 |

### Verdetti finali
Bellante promosso dopo spareggio con l'Alba Adriatica (disputato a Giulianova)

## Squadre partecipanti
| Club                   | Città                   |
| ---------------------- | ----------------------- |
| Pol. Ate Tixa          | Atessa (CH)             |
| A.S. Altinese          | Altino (CH)             |
| A.S. Guardiagrele      | Guardiagrele (CH)       |
| Pol. Hatria            | Atri (TE)               |
| S.S. Lauretum          | Loreto Aprutino (PE)    |
| A.S. Miglianico        | Miglianico              |
| A.C. Ortona            | Ortona (CH)             |
| G.S. Raiano            | Raiano (AQ)             |
| U.S. San Salvo         | San Salvo (CH)          |
| U.S. Tollo             | Tollo (CH)              |
| Pol. Ursus 1925        | Pescara                 |
| U.S. Tre Ville         | Santa Maria Imbaro (CH) |
| Pol. Val di Sangro     | Atessa (CH)             |
| A.C. Vasto 82          | Vasto (CH)              |
| A.C. Vini Casalbordino | Casalbordino (CH)       |
| U.S.C. Viola Sambuceto | Chieti                  |

### Classifica finale
|  | Pos. | Squadra           | Pt | G  | V  | N  | P  | GF | GS | DR  |
|  | ---- | ----------------- | -- | -- | -- | -- | -- | -- | -- | --- |
|  | 1.   | Raiano            | 48 | 30 | 20 | 8  | 2  | 76 | 17 | +59 |
|  | 2.   | Val di Sangro     | 38 | 30 | 12 | 14 | 4  | 42 | 27 | +15 |
|  | 3.   | Ate Tixa          | 35 | 30 | 14 | 7  | 9  | 46 | 31 | +15 |
|  | 4.   | Ortona            | 35 | 30 | 13 | 9  | 8  | 31 | 22 | +9  |
|  | 5.   | Tre Ville         | 33 | 30 | 13 | 7  | 10 | 30 | 23 | +7  |
|  | 6.   | San Salvo         | 34 | 30 | 12 | 10 | 8  | 39 | 37 | +2  |
|  | 7.   | Lauretum          | 33 | 30 | 12 | 9  | 9  | 32 | 32 | 0   |
|  | 8.   | Vini Casalbordino | 30 | 30 | 11 | 8  | 11 | 31 | 29 | +2  |
|  | 9.   | Hatria            | 29 | 30 | 8  | 13 | 9  | 25 | 29 | -4  |
|  | 10.  | Altinese          | 27 | 30 | 7  | 13 | 10 | 25 | 33 | -8  |
|  | 11.  | Tollo             | 25 | 30 | 10 | 5  | 15 | 30 | 53 | -23 |
|  | 12.  | Guardiagrele      | 25 | 30 | 9  | 7  | 14 | 25 | 38 | -13 |
|  | 13.  | Vasto 82          | 26 | 30 | 7  | 12 | 11 | 21 | 28 | -7  |
|  | 14.  | Viola Sambuceto   | 23 | 30 | 5  | 13 | 12 | 21 | 31 | -10 |
|  | 15.  | Ursus 1925        | 21 | 30 | 7  | 7  | 16 | 30 | 58 | -28 |
|  | 16.  | Miglianico        | 18 | 30 | 4  | 10 | 16 | 26 | 47 | -21 |

```
* Differenza di 5 reti nel conto totale gol fatti/subiti (730-735).
```